# Клуб 27

Граффити в Тель-Авиве с изображением членов клуба 27 (слева направо: Брайан Джонс, Джими Хендрикс, Дженис Джоплин, Джим Моррисон, Жан-Мишель Баския, Курт Кобейн, Эми Уайнхаус)

Клуб 27 (англ. 27 Club) — объединённое название влиятельных музыкантов, умерших в возрасте 27 лет, иногда при странно сложившихся обстоятельствах.

## Музыканты, включённые в Клуб 27
- Первым в списке из семи музыкантов оказался Роберт Джонсон (по утверждению критиков).
- Позже в список также вошли Джими Хендрикс, Джим Моррисон и Дженис Джоплин. Самой главной деталью их смертей, которые и послужила толчком к созданию Клуба, является то, что они умерли за промежуток времени продолжительностью 10 месяцев[3].
- После в список был включён Брайан Джонс; при этом Моррисон и Джонс умерли в один день, но с разницей в 2 года[3].
- Затем в Клуб был включён Курт Кобейн, застрелившийся в 1994 году на пике популярности[3][5][6].
- После смерти в 2011 году британской певицы Эми Уайнхаус её причислили к Клубу многие издания[3][7][8][9].

| Имя            | Дата рождения    | Дата смерти      | Причина смерти | Чем знаменит |
| -------------- | ---------------- | ---------------- | --- | --- |
| Роберт Джонсон | 8 мая 1911       | 16 августа 1938  | Официальная версия — застрелен ревнивым мужем одной из своих любовниц. По другой версии — отравлен стрихнином                         | Блюзмен. Один из самых известных блюзменов XX века                                                                                   |
| Брайан Джонс   | 28 февраля 1942  | 3 июля 1969      | Утонул в бассейне, по неподтверждённым данным — был убит                                                                              | Основатель группы «The Rolling Stones», гитарист/мультиинструменталист                                                               |
| Джими Хендрикс | 27 ноября 1942   | 18 сентября 1970 | Захлебнулся рвотными массами после передозировки снотворного, смешавшегося в организме музыканта с амфетамином                        | Считается лучшим гитаристом за всю историю рок-музыки, создавшим собственную уникальную манеру игры на гитаре, автор песен, вокалист |
| Дженис Джоплин | 19 января 1943   | 4 октября 1970   | По официальной версии, смерть наступила вследствие передозировки наркотиков, но бытует мнение, что это было убийство                  | Одна из величайших «белых» исполнительниц блюза                                                                                      |
| Джим Моррисон  | 8 декабря 1943   | 3 июля 1971      | Официальная версия — сердечная недостаточность. Хотя есть мнение, что причиной смерти могли стать передозировка наркотиков и убийство | Поэт, вокалист, автор песен, видео, солист и лидер группы «The Doors», один из влиятельнейших музыкантов в истории рок-музыки        |
| Курт Кобейн    | 20 февраля 1967  | 5 апреля 1994    | Официальная версия — застрелился из ружья. Многочисленные конспирологические теории называют причиной смерти музыканта убийство       | Вокалист, гитарист, автор песен. Лидер группы «Nirvana». Один из идолов рок-музыки                                                   |
| Эми Уайнхаус   | 14 сентября 1983 | 23 июля 2011     | Отравление алкоголем | Британская R&B-, джаз-, соул-певица. «Greatest Britons-2007» за музыкальные достижения; шестикратная обладательница премии «Грэмми»  |

## Некоторые другие музыканты, умершие в 27 лет
Иногда в список членов Клуба 27 включают и других музыкантов, умерших в возрасте 27 лет.
| Имя                     | Дата смерти          | Причина смерти | Знаменитость |
| ----------------------- | -------------------- | --- | --- |
| Луи Шовен               | 26 марта 1908        | Болезнь | Музыкант в стиле рэгтайм                                                                                        |
| Александра              | 31 июля 1969         | Автокатастрофа | Немецкая исполнительница шлягеров                                                                               |
| Джесси Белвин           | 6 февраля 1960       | Погиб в автомобильной аварии | Ритм-энд-блюз музыкант и автор песен                                                                            |
| Алан Уилсон             | 3 сентября 1970      | Передозировка барбитуратов, возможно, самоубийство | Лидер, вокалист и композитор группы «Canned Heat»                                                               |
| Лесли Харви             | 2 мая 1972           | Удар электрическим током на собственном концерте | Гитарист «Stone the Crows»                                                                                      |
| Рон Маккернан           | 3 марта 1973         | Желудочно-кишечное кровоизлияние, вызванное алкоголизмом | Первоначальный участник и клавишник группы «Grateful Dead»                                                      |
| Дэвид Александер        | 10 февраля 1975      | Отёк лёгких, был госпитализирован по поводу острого панкреатита, вызванного алкоголизмом | Басист «The Stooges»                                                                                            |
| Пит Хэм                 | 24 апреля 1975       | Повесился | Клавишник, гитарист и основатель группы «Badfinger»                                                             |
| Гэри Тэйн               | 8 декабря 1975       | Передозировка наркотиков | Басист группы «Uriah Heep»                                                                                      |
| Гельмут Кёллен          | 3 мая 1977           | Удушье вследствие отравления угарным газом | Басист группы Triumvirat                                                                                        |
| Крис Белл               | 27 декабря 1978      | Автомобильная авария, въехал в телефонный столб | Вокалист, автор песен и гитарист «Big Star»                                                                     |
| Деннис Бун              | 22 декабря 1985      | Сломал шею в автомобильной аварии — ехал, не пристегнувшись ремнём безопасности | Гитарист и вокалист панк-группы «Minutemen»                                                                     |
| Александр Башлачёв      | 17 февраля 1988      | Выпал из окна (по неподтверждённым данным — самоубийство) | Советский рок-музыкант и поэт                                                                                   |
| Пит де Фрейтас          | 14 июня 1989         | Разбился на мотоцикле, возвращаясь после съёмок клипа | Ударник группы «Echo & the Bunnymen»                                                                            |
| Вадим Дорохов           | 25 июня 1991         | Официальная версия – сердечный приступ во сне. | Гитарист, композитор, вокалист, автор песен. Основатель и лидер группы «Мистер Твистер».                        |
| Игорь Чумычкин          | 12 апреля 1993       | Выбросился из окна | Российский рок-музыкант, гитарист группы «Алиса»                                                                |
| Миа Сапата              | 7 июля 1993          | Убийство | Вокалистка группы «The Gits»                                                                                    |
| Кристен Пфафф           | 16 июня 1994         | Передозировка героина | Бас-гитаристка «Hole»                                                                                           |
| Ричи Эдвардс            | 1 февраля 1995       | Пропал без вести 1 февраля 1995 года, уехав из гостиницы. Автомобиль обнаружен у моста через реку Северн — популярное среди самоубийц место. Официально признан умершим 20 ноября 2008 года | Автор текстов, гитарист группы «Manic Street Preachers»                                                         |
| Stretch                 | 30 ноября 1995       | Застрелен | Американский рэпер                                                                                              |
| Эдуард «Рэдт» Старков   | 23 февраля 1997      | Повесился | Поэт, музыкант групп «Химера» и «Последние танки в Париже»                                                      |
| Патрик «Fat Pat» Хокинс | 3 февраля 1998       | Застрелен у квартиры своего промоутера | Американский рэпер из Хьюстона, участник групп DEA (Dead End Alliance) и Screwed Up Click                       |
| Укё Камимура            | 21 июня 1999 года    | Умер во сне вследствие субарахноидального кровоизлияния | Барабанщик японской группы Malice Mizer                                                                         |
| Евгений «Махно» Пьянов  | 28 декабря 1999 года | Выпал из окна (согласно утверждениям Егора Летова в состоянии наркотического опьянения) | Музыкант, поэт и композитор, гитарист и бас-гитарист группы «Гражданская Оборона» в середине-конце 1990-х годов |
| Мария Серрано Серрано   | 24 ноября 2001       | Погибла в авиакатастрофе | Певица, участница американской группы «Passion Fruit»                                                           |
| Джереми Уорд            | 25 мая 2003          | Передозировка героина | Звукооператор групп «The Mars Volta» и «De Facto»                                                               |
| Александр «Корж» Коржов | 22 мая 2005          | Повесился | Лидер группы «Манускрипт».                                                                                      |
| Леонид Нерушенко        | 3 сентября 2005      | Разбился на мотоцикле | Бывший участник группы «Динамит»                                                                                |
| Сергей Золотухин        | 2 июля 2007          | Повесился | Барабанщик группы «Мёртвые Дельфины», сын актёра Валерия Золотухина                                             |
| Джон Керриган           | 30 января 2011       | Передозировка героина | Гитарист и вокалист группы «The Berlin Project»                                                                 |
| Дмитрий Чеков           | 21 августа 2011      | Разбился на мотоцикле | Участник группы «MC Вспышкин и Никифоровна» (выступал под псевдонимом «Никифоровна»)                            |
| Николь Богнер           | 5 января 2012        | Болезнь | Первая вокалистка группы «Visions of Atlantis»                                                                  |
| Славомир Архангельский  | 6 апреля 2013        | Аритмия | Польский музыкант, бас-гитарист группы «Hate»                                                                   |
| Соруш Фаразманд         | 11 ноября 2013       | Убийство | Гитарист американско-иранской группы «The Yellow Dogs».                                                         |
| Сладжа Гудураш          | 10 декабря 2014      | Разбилась за рулём автомобиля | Боснийская певица и актриса сербского происхождения                                                             |
| Томас Фекет             | 30 мая 2016          | Рак | Гитарист американской группы «Surfer Blood».                                                                    |
| Shot                    | 21 сентября 2017     | Умер от отказа почек в диабетической коме | Казахстанский рэпер                                                                                             |
| Ким Джонхён             | 18 декабря 2017      | Официальная версия — самоубийство, отравление угарным газом | Южнокорейский певец и автор песен, композитор, продюсер, главный вокалист группы «SHINee»                       |
| Fredo Santana           | 20 января 2018       | Острая почечная недостаточность (из-за постоянного употребления кодеинового сиропа) | Американский рэпер                                                                                              |
| Murda Killa             | 13 июля 2020         | Приступ астмы, спровоцированный употреблением алкоголя и антидепрессантов | Российский рэпер                                                                                                |
| Walkie                  | 30 сентября 2022     | Выбросился из окна в знак протеста против частичной мобилизации | Российский баттл-рэпер                                                                                          |
| Yung Trappa             | 2 февраля 2023       | Передозировка наркотиков | Российский рэпер                                                                                                |
| MohBad                  | 12 сентября 2023     | Ушная инфекция. Хотя есть мнение, что причиной смерти могло стать убийство | Нигерийский рэпер                                                                                               |
| Dutty Dior              | 6 апреля 2024        | Болезнь | Норвежский рэпер и певец                                                                                        |
| Джон Гарик              | 7 августа 2025       | | |

## Критика
Биограф Курта Кобейна Чарльз Кросс писал: «Количество музыкантов, которые умирают в 27 лет, действительно значительно по любым стандартам. Хотя люди умирают всегда и при любом возрасте, количество смертей музыкантов в возрасте 27 лет значительно увеличивается».
Тем не менее в 2011 году исследователи из австралийского Университета технологий попытались подвергнуть сомнению феномен «Клуба 27» на основе проведённого статистического анализа. Изучив сведения о смертях не только великих или значимых для рок-истории музыкантов, но и всех подряд, кому удалось попасть на вершину британского хит-парада в период с 1956 по 2007 годы (1046 фамилий, как солистов, так и членов поп- и рок-групп), они установили, что музыканты умирают в возрасте 27 лет не чаще, чем в любом другом. В их выборке умер 71 человек (7%). Хотя в целом музыканты умирают раньше обычных людей (часто до 40 лет), существование именно специального «Клуба 27» исследователи назвали результатом необъективного отбора фактов и случайных совпадений. Однако учёные обнаружили и некоторые доказательства увеличения числа смертельных случаев в кластере возрастов 20-30-летних музыкантов в 1970-е годы и в начале 1980-х, а смертность молодых музыкантов этого возраста в 2-3 раза превышает смертность обычного населения Великобритании.